# Abdon (sędzia)
Abdon (hebr. עַבְדּוֹן) – zamożny sędzia biblijny, syn Hillela Piratonity z plemienia Efraima. Podczas jego służby, trwającej 8 lat, w starożytnym Izraelu panował pokój. Miał 40 synów i 30 wnuków. Po śmierci pochowano go w ojczystym Efraimie. Wspomina o nim biblijna Księga Sędziów.